# The 20/20 Experience
The 20/20 Experience is het derde soloalbum van de Amerikaanse zanger Justin Timberlake. Het album wordt wereldwijd tussen 15 en 22 maart 2013 uitgebracht onder RCA Records en Sony. Als singles werden Suit & Tie met Jay-Z, Mirrors en Tunnel Vision uitgebracht.

## Geschiedenis
Het album staat voor de terugkeer van Timberlake in de muziekindustrie, nadat hij besloten had zijn carrière als acteur enkele jaren voorrang te geven, hoewel hij nog op enkele nummers van andere artiesten als gastzanger te horen was. Ook richtte hij zijn eigen platenlabel Tennman Records op, met de Nederlandse zangeres Esmée Denters als eerste contractlid. Zijn vorige album FutureSex/LoveSounds dateert uit 2006. Ter aankondiging van zijn comeback plaatste Timberlake een video op YouTube waarin hij aangaf weer het muziekleven in te stappen. Op zijn website werd een afteller geplaatst. Dit album wordt het derde album met Timbaland als producer. Hun samenzijn in de studio leidde dan ook tot Timberlakes beslissing om terug te keren.

## Singles
Zijn eerste single van het album werd Suit & Tie, een samenwerking met Jay-Z en een productie van Timbaland. Op het album is een R&B-geluid te horen van rond de jaren nul. Over het algemeen werd het kritisch en commercieel goed ontvangen. Suit & Tie is de snelst verkopende single van Timberlake sinds SexyBack. Tijdens de Grammy Awards van 2013 debuteerde hij de single live met een orkest op de achtergrond. Halverwege februari werd op YouTube het nummer Mirrors geüpload en later op iTunes uitgebracht als single. In week 7 werd het gekozen als 3FM Megahit.

## Tracklist
| Nr. | Titel                                    | Schrijver(s)                                                                           | Producer(s)                          | Duur  |
| --- | ---------------------------------------- | -------------------------------------------------------------------------------------- | ------------------------------------ | ----- |
| 1.  | Pusher Love Girl                         |                                                                                        |                                      | 08:02 |
| 2.  | Suit & Tie (featuring Jay-Z)             | Justin Timberlake, Timbaland, Shawn Carter, Jerome "J-Roc" Harmon, James Fauntleroy II | Timbaland, Timberlake, Harmon        | 05:27 |
| 3.  | Don't Hold the Wall                      |                                                                                        |                                      | 07:10 |
| 4.  | Strawberry Bubblegum                     |                                                                                        |                                      | 07:59 |
| 5.  | Tunnel Vision                            |                                                                                        |                                      | 06:46 |
| 6.  | Spaceship Coupe                          |                                                                                        |                                      | 07:17 |
| 7.  | That Girl (featuring The Tennessee Kids) |                                                                                        |                                      | 04:47 |
| 8.  | Let the Groove Get In                    |                                                                                        |                                      | 07:11 |
| 9.  | Mirrors                                  | Justin Timberlake, Timothy Mosley, Jerome "J-Roc" Harmon                               | Timbaland, Justin Timberlake, Harmon | 08:05 |
| 10. | Blue Ocean Floor                         |                                                                                        |                                      | 07:22 |

| Nr. | Titel                            | Schrijver(s) | Producer(s) | Duur |
| --- | -------------------------------- | ------------ | ----------- | ---- |
| 11. | Dress On (featuring Timbaland)   |              |             | 4:39 |
| 12. | Body Count (featuring Timbaland) |              |             | 4:42 |